# YKSホワイトキングス
YKSホワイトキングス（英: YKS White Kings）は、神奈川県を拠点に独立リーグのベイサイドリーグ（BSL）に所属していたプロ野球球団である。2023年よりリーグ戦に参加した。しかし同年シーズン終了後、2024年1月までに指導者・選手が全員退団して、チームとしての実体がない状態になっている（リーグも事実上活動停止）。

## 概要
2022年12月に、当時の日本海オセアンリーグより設立とリーグ加盟承認が発表された。神奈川県を活動地域とする独立リーグ球団としては、ベースボール・チャレンジ・リーグ（ルートインBCリーグ）の神奈川フューチャードリームスに次ぐ2つめの球団である。
運営に当たるのは横浜市に本拠を置く株式会社KSB2である。チームカラーはホワイト。
球団名の由来については発表されていない。ライターの阿佐智は「YKS」を横浜、川崎、相模原の意味としている。

### 開催球場
球団ウェブサイトには、3月時点で厚木市のオセアンボールパークアリーナ厚木がスタジアムとして掲載されていた。しかし、2023年3月28日に発表された同年度の公式戦日程では、主催20試合中16試合を綾瀬スポーツ公園第一野球場で、残る4試合を海老名運動公園野球場で開催する形となっており、オセアンボールパークアリーナ厚木での開催は予定されていない。なお試合はすべて平日のデーゲームである。入場料については、協賛企業の支援により2023年は全試合を無料で開催するとしている。最終的な球場別の開催試合数は当初予定通りであった。
球場の選択について、リーグ代表を務めていた柳川洋平は、神奈川フューチャードリームスや高校以下の野球団体との兼ね合いに配慮して決めたと述べていた。

## 歴史
正式な設立発表前の時点で、2022年11月のリーグトライアウト合格者発表時に「設立準備中の新球団に入団予定」として「リーグ合格」とした選手がいたり、千葉スカイセイラーズ（当時は球団名未決定）に関する12月15日の報道で「関東地方では近くもう1チームが設立予定」と記載されたりしていた。

### 2022年
- 12月21日 - 日本海オセアンリーグ（当時）が当球団の設立とリーグ加盟、2023年からのリーグ戦参加を発表[1]。
- 12月26日 - リーグ名をベイサイドリーグに変更し、2023年は当球団と千葉の2チームでリーグ戦を実施することが発表される[11]。
- 12月29日 - 滋賀GOブラックス（2023年は活動休止）より10人の選手が移籍することを発表[12]。

### 2023年
- 1月11日 - 監督に前滋賀投手コーチの澤﨑俊和、野手コーチ兼マネージャーに元滋賀選手の青木伊織がそれぞれ就任することを発表[13][14]。
- 1月18日 - 球団ロゴを発表[15]。
- 1月25日 - 運営会社名ならびにチームカラーがリーグより発表される[2]。
- 3月11日 - 千葉との選抜チームで中日二軍との交流戦（ナゴヤ球場）に参加[16][17]。
- 4月16日 - 千葉とのリーグ開幕戦を実施（四街道総合公園野球場、3対4でサヨナラ負け）[18]。本来は前日の同球場での試合が開幕戦であったが雨天中止となっていた[19]。
- 8月29日 - この日千葉球団が発表した情報（リーグ運営会社の撤退予定と球団の来シーズン体制発表を翌日に実施[20][21]）について関知していないことと、来シーズンは新スポンサーを迎えて（現リーグに）参加を申請済であることをX（旧Twitter）アカウントにて表明した[22]。なお、リーグ側は来年も継続予定であると発表している[23]。「リーグおよびYKSの後継会社」については30日の千葉の会見で、千葉GMの小野真路も言及した[24]。小野は、リーグのファイナンス担当役員からリーグと神奈川球団（YKS）はスポンサー費用を共有しているが配分方法等は把握していないと聞いたとも述べている[24]。
- 9月27日 - 当シーズンの公式戦日程を終了（2位）。
- 10月3日 - 監督の澤﨑および選手兼任コーチの青木の退任を発表[25][26]。

### 2024年
- 1月9日 - 残存していた選手4名が退団したことを発表[27]。これにより、契約選手がまったく在籍しない状態となった。

2024年1月の時点で、公式ウェブサイトは閲覧不可の状態になっている。

## 成績
| 年度 | 監督     | 順位 | 試合 | 勝利 | 敗戦 | 引分 | 勝点 | 勝率 |
| ---- | -------- | ---- | ---- | ---- | ---- | ---- | ---- | ---- |
| 2023 | 澤﨑俊和 | 2    | 40   | 17   | 22   | 1    | 35   | .436 |

## 選手・スタッフ
所属していた指導者及び選手は